# خاندان نابه‌شیما
خاندان نابه‌شیما (به ژاپنی: (鍋島氏 Nabeshima-shi) یکی از خاندان‌های ژاپنی در قلمروی ساگا بود.